# Liste der Naturdenkmale in Obernheim-Kirchenarnbach
Die Liste der Naturdenkmale in Obernheim-Kirchenarnbach nennt die im Gemeindegebiet von Obernheim-Kirchenarnbach ausgewiesenen Naturdenkmale (Stand 23. Mai 2024).

## Naturdenkmale
| Nr.         | Bezeichnung | Lage                                           | Beschreibung | Bild                                    |
| ----------- | ----------- | ---------------------------------------------- | ------------ | --------------------------------------- |
| ND-7340-268 | Linde       | Obernheim, Landstuhler Straße, bei Nr. 68 Lage | Tilia sp.    | Direkt Bild zu diesem Denkmal hochladen |